# 唐·黑德
唐·黑德（英語：Don Head，1933年6月30日—），加拿大前男子冰球运动员，场上位置是守门员。他曾代表加拿大参加1960年冬季奥林匹克运动会冰球比赛，获得一枚银牌。